# My Own Way to Rock
My Own Way To Rock är det andra soloalbumet av Burton Cummings som tidigare var med i gruppen The Guess Who utgivet 1977. Albumet har en tydlig Pop / Rock och Balladkaraktär.

## Låtlista
1. Never Had A Lady Before - 3:12 (Burton Cummings)
2. C'mon Baby - 3:18 (Bob Seger)
3. Try To Find Another Man - 2:56 (Robert L, Hatfield / Bill Medley)
4. Got To Find Another Way - 4:28 (Randy Bachman / Burton Cummings)
5. My Own Way To Rock - 4:48 (Burton Cummings)
6. Charlemagne - 4:12 (Burton Cummings)
7. Timeless Love - 3:46 (Burton Cummings)
8. Framed - 3:55 (Jerry Leiber / Mike Stoller)
9. A Song For Him - 3:31 (Burton Cummings)

Bonusspår med LIVE-inspelning, endast utgiven på CD versionen
1. Lay It on the Line - 4:13 (Burton Cummings)
2. Charlemagne - 4:31 (Burton Cummings)

## Medverkande
- Burton Cummings – Sång, Grand Piano, Hammondorgel, Harmonica, Clavinet, Fender Rhodes, Arp String Synthesizer
- Synthesizer - Jimmy Phillips
- Elektrisk Gitarr - Dangerous Danny Weis / Randy Bachman / Ray Parker
- Akustisk Gitarr -  Randy Bachman
- Basgitarr - Ian Gardiner / Scott Edwards
- Trummor - Jeff Porcaro / Ollie E Brown / Rick Shlosser / Lenny Castro
- Percussion - Lenny Castro / Ollie E Brown / Phyllis St, James
- Congas - Lenny Castro
- Saxofones - Ernie Freeman / Jim Horn / Trevor Lawrence
- Bakgrundssång - Burton Cummings, Randy Bachman, Bobby King, E.L King, Terry Evans
- Bakgrundssång Och Orkester Arrangemang Av Paul Buckmaster

- Producent Richard Perry